# Dorna-Arini, Suceava
Dorna-Arini este un sat în comuna cu același nume din județul Suceava, Moldova, România. Partea comunei Dorna-Arini care face parte din Bucovina se numea Dorna pe Giumalău (în germană Dorna pe Dzumaleu).